# Кокран, Линди
Ли́нда Ло́ррейн Ко́кран-Ке́лли (англ. Linda Lorraine Cochran-Kelley; род. 10 июля 1953, Ричмонд) — американская горнолыжница, специалистка по слалому и гигантскому слалому. Выступала за сборную США по горнолыжному спорту в 1970—1981 годах, серебряная призёрка этапа Кубка мира, двукратная чемпионка американского национального первенства, участница чемпионата мира в Санкт-Морице и зимних Олимпийских игр в Инсбруке.
Была представлена на коллекционных карточках Supersisters.

## Биография
Линди Кокран родилась 10 июля 1953 года в городе Ричмонд штата Вермонт, США. Росла в большой спортивной семье, владевшей небольшим горнолыжным курортом. Проходила подготовку под руководством своего отца Микки Кокрана, тренировалась вместе со старшими сёстрами Мэрилин, Барбарой и братом Бобом, которые впоследствии тоже стали довольно известными горнолыжниками, в частности Барбара является олимпийской чемпионкой в слаломе.
В 1970 году вошла в состав американской национальной сборной, а в 1973 году одержала победу в зачёте национального первенства США в программе слалома.
Первый и единственный раз поднялась на подиум Кубка мира в 1974 году, выиграв серебряную медаль на этапе во французском Ле-Же (при этом в общем зачёте слалома по итогам сезона стала восьмой). Побывала на чемпионате мира в Санкт-Морице, где заняла в слаломе четырнадцатое место.
Благодаря череде удачных выступлений удостоилась права защищать честь страны на зимних Олимпийских играх 1976 года в Инсбруке — показала здесь шестой результат в слаломе и двенадцатый результат в гигантском слаломе.
В период 1978—1981 годов выступала за команду Вермонтского университета. В течение своей спортивной карьеры в общей сложности семь раз попадала в десятку сильнейших лыжниц на различных этапах Кубка мира. Является, помимо прочего, двукратной чемпионкой американских национальных первенств: в слаломе (1973) и гигантском слаломе (1976).
Впоследствии вышла замуж за Стива Келли, их дети Джессика (род. 1982), Тим (род. 1986) и Робби (род. 1990) тоже стали достаточно известными горнолыжниками, входили в состав национальной сборной США.